# Octacontagone
Un octacontagone est un polygone à 80 sommets, donc 80 côtés et 3 080 diagonales.
La somme des angles internes d'un octacontagone non croisé vaut 14 040 degrés.
L'octacontagone régulier est constructible.

## Octacontagones réguliers
Un octacontagone régulier est un octacontagone dont les côtés ont même longueur et dont les angles internes ont même mesure. Il y en a seize : quinze étoilés (notés {80/k} pour k impair de 3 à 39 sauf les multiples de 5) et un convexe (noté {80}). C'est de ce dernier qu'il s'agit lorsqu'on parle de « l'octacontagone régulier ».
| Représentation | {80}    | {80/3}  | {80/7}  | {80/9}  | {80/11} | {80/13} | {80/17} | {80/19} |
| Angle interne  | 175,5°  | 166,5°  | 148,5°  | 139,5°  | 130,5°  | 121,5°  | 103,5°  | 94,5°   |
| Représentation | {80/21} | {80/23} | {80/27} | {80/29} | {80/31} | {80/33} | {80/37} | {80/39} |
| Angle interne  | 85,5°   | 76,5°   | 58,5°   | 49,5°   | 40,5°   | 31,5°   | 13,5°   | 4,5°    |

## Caractéristiques de l'octacontagone régulier
Chacun des 80 angles au centre mesure {\displaystyle {\frac {360^{\circ }}{80}}=4{,}5^{\circ }} et chaque angle interne mesure {\displaystyle {\frac {14\,040^{\circ }}{80}}=175{,}5^{\circ }}.
Si a est la longueur d'une arête :
- le périmètre vaut {\displaystyle P=80\,a} ;
- l'aire vaut {\displaystyle A=20\,a^{2}\cot \left({\frac {\pi }{80}}\right)} ;
- l'apothème vaut {\displaystyle H={\frac {2\,A}{P}}={\frac {a}{2}}\cot \left({\frac {\pi }{80}}\right)} ;
- le rayon vaut {\displaystyle R={\frac {H}{\cos \left({\frac {\pi }{80}}\right)}}={\frac {a}{2\sin \left({\frac {\pi }{80}}\right)}}}.

### Constructibilité
L'octacontagone régulier est constructible à la règle et au compas, par exemple par bissection du tétracontagone. On pouvait le prévoir grâce au théorème de Gauss-Wantzel, puisque 80 est le produit de 16 (puissance de 2) par 5 (nombre premier de Fermat).